# Emilie Björkstén

Arkadia Emilie (auch Emelie) Björkstén (* 23. Juli 1823 in Kangasniemi; † 15. Januar 1896 in Helsinki)  war eine finnlandschwedische Dichterin.

## Leben und Werk
Emilie Björkstén war eine Tochter des Pfarrers Jakob Johan Björkstén (1780–1833). Nachdem sie früh beide Eltern verloren hatte, wuchs sie bei Verwandten in Borgå (finn. Porvoo) auf. Schon als Teenager lernte sie den fast 20 Jahre älteren und bereits verheirateten Dichter Johan Ludvig Runeberg kennen. Zwischen beiden entspann sich eine von gegenseitiger Schwärmerei geprägte Beziehung. Runebergs Ehefrau Fredrika Charlotta Runeberg gelang es jedoch, sich mit Emilie Björkstén anzufreunden und die Beziehung von einer Liebschaft zu einer künstlerischen Verbindung umzuwandeln, von der alle drei profitierten. Björkstén, die sich öfters bei verschiedenen Verwandten aufhielt, korrespondierte viel mit dem Ehepaar, später auch mit dem Sohn Walter Magnus Runeberg. Nachdem Runeberg 1863 durch einen Schlaganfall teilweise gelähmt war, unterstützte Björkstén seine Frau bei der Pflege.
Berta Edelfelt schilderte die Romanze in ihrem Buch Ur en gammal dagbok (schwedisch, 1922) auf der Grundlage von Björksténs Tagebuch; Toivo Ärkkä verfilmte sie 1940 unter dem Titel Runon kuningas ja muuttolintu auf Finnisch.
Björkstén veröffentlichte ab 1863 unter dem Pseudonym e*** mehrere Gedichtbände, dazu 1871 ihre Memoiren und unter dem Titel Mosaiker 1874 eine Sammlung von Lyrik von Frauen, darunter der von ihr bewunderten Fredrika Runeberg.
Sie blieb zeitlebens unverheiratet.

## Schriften
- Sandperlor (1864)
- Drottningar (1867)
- Några Minnen (1871)
- Mosaiker (1874)
- Ännu en gång (1877)
- De sista (1886)